# برايان كاشمان
برايان كاشمان (بالإنجليزية: Brian Cashman)‏ هو لاعب كرة قاعدة وشخصية أعمال أمريكي، ولد في 3 يوليو 1967 في روكفيل سنتر في الولايات المتحدة.

## وصلات خارجية
- برايان كاشمان على موقع إن إن دي بي (الإنجليزية)